# 杉山優斗
杉山優斗（日语：／ Sugiyama Masato，3月18日—）是一名日本男性聲優，出身於埼玉縣，青二製作所屬。

## 人物
擁有的資格包括資訊處理技能檢定三級、普通小型車駕駛執照。興趣是游泳、籃球、遊戲（角色扮演類RPG）、觀看YouTube（遊戲實況）。特技是游泳（在游泳俱樂部中保持背泳學生部門紀錄）、以及魚柳切法。

## 演出作品
※粗體字為主要角色。

### 電視動畫
{{dl2
| 2022年 |
- 數碼寶貝幽靈遊戲（社員、河童愛好家）

| 2023年 |
- 數碼寶貝幽靈遊戲（研究員）
- 逃走中 THE GREAT MISSION（隊員）
- 櫻桃小丸子（大叔A）
- 競速 OVERTAKE!（英语：オーバーテイク!）（BersoryZopit船員[3]）
- 我想成為影之強者！ 2nd season（市民[4]）

| 2024年 |
- 卡片戰鬥！！先導者 Divinez（男學生[5]）
- 逃走中 THE GREAT MISSION（警備兵）
- WIND BREAKER—防風少年—[6]
- JOCHUM（啾拉拉[7]）
- 魔王軍最強的魔術師是人類（主持人[8]）
- SHY靦腆英雄 東京奪還篇[9]
- Delico's Nursery（住民[10]）
- 在地下城尋求邂逅是否搞錯了什麼V 豐穰女神篇（芙蕾雅眷族[11]、路人[11]）

| 2025年 |
- 逃走中 THE GREAT MISSION（追隨者、士兵、市民）
- 七龍珠大魔（便利店店員、憲兵）
- SAKAMOTO DAYS 坂本日常（店員）
- 青春之箱（部員）
- 正義使者 -我的英雄學院之非法英雄-（市民、組員、MAD HATTER弘人、工作人員、操作員）
- 紫雲寺家的兄弟姊妹（路人B）
- 炎炎消防隊 參之章（商人、住民）
- Clevatess -魔獸之王與嬰兒與屍之勇者-

### 網路動畫
2025年
- 黑暗鴉與深夜的冒險（喵喵[12]）

### 遊戲
2024年
- ORE'N（塞神クナト）

## 外部連結
- 杉山 優斗｜株式会社青二プロダクション （页面存档备份，存于）
- 杉山優斗的X（前Twitter）
- 杉山優斗的Instagram帳戶